# Villefont
Villefont, de prénom inconnu, est un compositeur français du XVIe siècle, qui a travaillé dans la mouvance protestante.

## Biographie
Aucun détail de sa vie n’est connu pour l’instant. Il a été actif dans le troisième quart du XVIe siècle.

## Œuvres

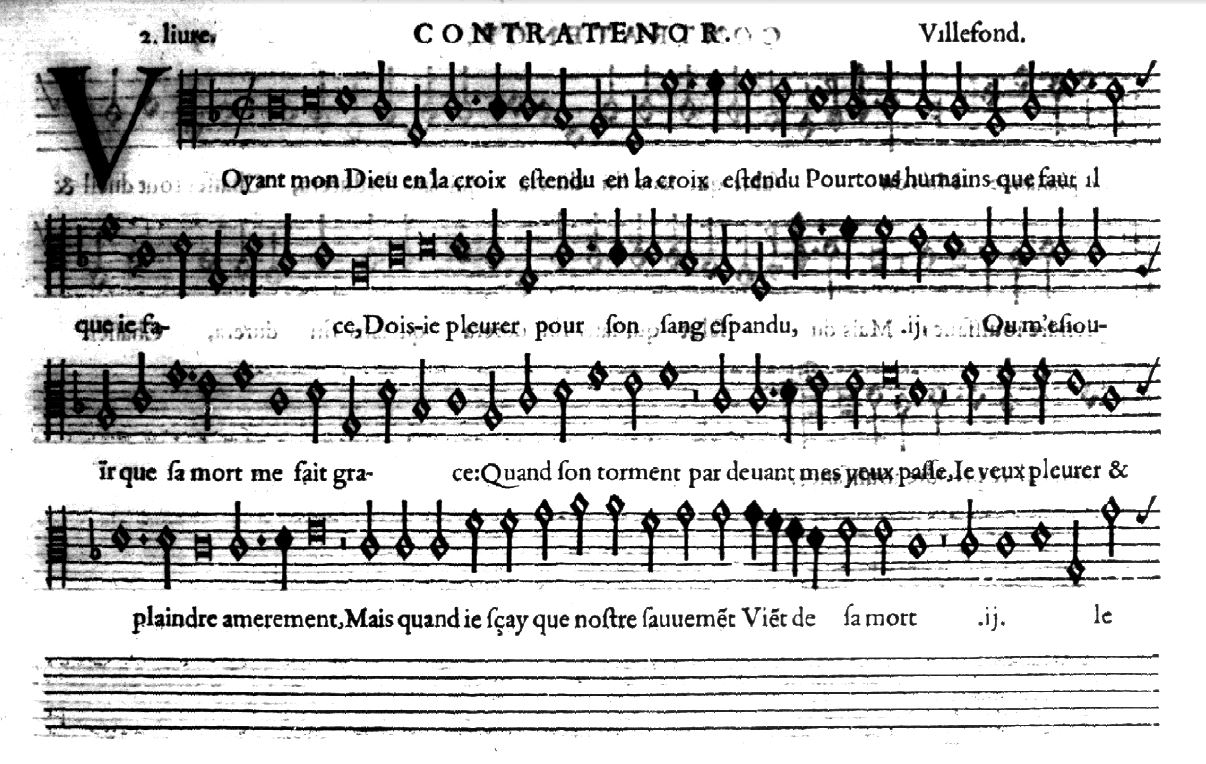
La chanson spirituelle Voyant mon Dieu dans l'édition de La Rochelle, 1578.

Seules quelques œuvres sont connues, imprimées dans des recueils parus entre 1553 et 1578. 

### Trois chansons spirituelles à 4 voix
Dans le Tiers livre de chansons spirituelles (Paris : Adrian Le Roy et Robert Ballard, 1553, RISM 155319, LRB n° 7 bis) :
- Voyant mon Dieu en la croix estendu, Pour tous humains que faut-il que je fasse
- O Dieu puissant, quelle grande merveille, est-il douleur à la mienne pareille ?

Dans le Second livre des cantiques et chansons spirituelles à quatre parties... (La Rochelle : Pierre Haultin, 1578, RISM 15784) :
- Voyant mon Dieu en la croix estendu, Pour tous humains que faut-il que je fasse
- Puisque Dieu m’est si doux et amiable, Son serviteur je seray désormais.

### Un motet à 4 voix
Dans les Moduli undecim festorum solemnium totius anni (Paris : Nicolas Du Chemin, 1554, DCH n° 37, RISM 15547) :
- Si quis diligit me (motet pour la Pentecôte)

Motet repris dans le Secundus liber modulorum (Genève : Simon Du Bosc et Guillaume Guéroult, 1554, RISM 155413) et dans le Sextus liber modulorum (Genève : Simon Du Bosc, 1556, RISM 155610, Pidoux 56/Xb).